# Þrúðgelmir
Nella mitologia norrena, Þrúðgelmir è un gigante, figlio del gigante primordiale Aurgelmir (che Snorri Sturluson nel Gylfaginning identifica con Ymir), e padre di Bergelmir. Þrúðgelmir ha un fratello e una sorella, entrambi più vecchi di lui. Il nome di Þrúðgelmir viene a volte traslitterato con Thrudgelmir.

## Citazioni
Þrúðgelmir appare nel poema Vafþrúðnismál della Edda poetica. Quando Odino (parlando sotto le sembianze di Gagnrad) chiede chi sia più vecchio tra gli Æsir o i giganti, Vafþrúðnir risponde:
nacque Bergelmir,

Thrudgelmir ne era il padre,

ed Aurgelmir il nonno»
(Vafþrúðnismál (29))
Secondo Rudolf Simek, Þrúðgelmir è uguale al figlio a sei teste generato dai piedi di Aurgelmir (Vafþrúðnismál, 33), ma il fatto che (oltre al Nafnaþulur) venga citato solo in una fonte ha portato John Lindow ad ipotizzare che possa essere un'invenzione del poeta. Inoltre l'identificazione di uno con l'altro non può essere stabilita con sicurezza dato che, secondo la stanza 33, Aurgelmir ebbe più di un figlio maschio:
una ragazza ed un ragazzo crebbero insieme;

un piede con l'altro, del saggio gigante,

divennero un figlio a sei teste»
()
Þrúðgelmir fu annegato nel sangue del padre.